# Oswald Spengler
Oswald Arnold Gottfried Spengler, född 29 maj 1880 i Blankenburg i hertigdömet Braunschweig (i nuvarande Sachsen-Anhalt), död 8 maj 1936 i München, var en tysk filosof.

## Spenglers filosofi
Huvuddragen i Spenglers teorier kan härledas till de utvecklingsteorier, som var västerlandets filosofiska arv efter Friedrich Hegel, och i vilken tradition även Karl Marx och Herbert Spencer verkade. Till skillnad från dessa tre var han påverkad av Nietzsches teori om alltings eviga återkomst, fastän de storheter han studerade var historiska civilisationer och inte individer, samt av Goethe. Den historiesyn som Spengler företräder är närmast mystisk, och är i grunden ett utslag av hans tro på den historiska utvecklingens naturliga cykel; detta i motsats till den linjära tidsuppfattningen. Han var en förespråkare för tysk hegemoni, och var i ideologiskt hänseende konservativ.

### Västerlandets undergång
Spengler är mest känd för sitt verk Västerlandets undergång (Der Untergang des Abendlandes), i två volymer (1918–1922). Han ställer de tyska dygderna gentemot Englands individuella konkurrens och Frankrikes egalitarism. Denna "preussiska anda", ännu mer beskriven i Preussentum und Sozialismus (1921), innebär att den suveräna makten innehas av en organisk helhet som individen uppgår i, en "kosmisk" total enhet som man hemfaller åt med hela sin varelse. Denna den tyska nationens mytologiska själ grundar sig enligt Spengler i historiska traditioner och idémässiga värden snarare än i biologin som nationalsocialisterna hävdade.
En av grundtankarna i Västerlandets undergång är att världshistorien som sådan saknar riktning och att alla försök att betrakta den som en utveckling från lägre kulturformer till högre är dömda att misslyckas. Istället är all mänsklig framgång resultatet av ett fåtal historiska högkulturer som till exempel den grekisk-romerska, den indiska, den kinesiska, den egyptiska och den västerländska. Dessa är inte bara åtskilda i tiden och rummet utan även av att skillnaderna i mentalitet mellan dem gör det i det närmaste omöjligt att kommunicera över kulturgränserna. Även till synes objektiva vetenskaper som matematik och naturvetenskap formas enligt Spengler av sin kulturs mentalitet.
I sådana resonemang är han närmast en föregångare till senare tiders idé- och teknikhistoriker. Tanken att världshistoria med nödvändighet skrivs från en specifik kulturs horisont har blivit något av en etablerad sanning i vår tids akademiska och politiska diskurs. Även Spenglers föreställningar om fundamentalt åtskilda kulturer drivna av skilda mentaliteter och med inbördes oöversättliga världsbilder har emellertid sina paralleller i våra dagar. En sådan parallell är Samuel P. Huntingtons Civilisationernas kamp. Inte heller tanken att andra regioner är på väg att passera västerlandet i utveckling är frånvarande i vår samtid.

### Högkulturerna
För Spengler innebär varje högkultur att ett specifikt sätt att tänka, känna och betrakta världen uppnår stabil dominans och manifesterar sig i ett samhälle som därmed höjer sig över och skiljer sig ifrån resten av mänskligheten. Högkulturerna kännetecknas av sin kreativitet och snabba utveckling av nya kulturella former. Europa har hittills sett tre sådana högkulturer: den antika, den arabiska och den västerländska. Dessa har i sin tur karaktäriserats av tre från varandra helt skilda mentaliteter: apollinsk, magisk och faustisk. Faustisk västerländsk kultur karaktäriseras av en världsbild baserad på ett oändligt rum kombinerad med en strävan mot evigheten, i termer av såväl territoriell och ekonomisk expansion som vetenskaplig förståelse. Naturvetenskapen, och i synnerhet den moderna fysiken, är alltså en direkt produkt av en faustisk världsbild. Även historicismen är emellertid faustisk, liksom föreställningen om varje människas liv som en berättelse om personlig utveckling. Biografin, romanen och självbiografin blir därmed typiskt faustiska litteraturformer.
Den västerländska kulturen har emellertid sett sin gryning så sent som kring år tusen. Såväl kristendomen som den antika filosofin är däremot fundamentalt främmande element som tagits över från andra högkulturer. De tolkningar som gjorts av dessa inom senare tiders västerländska tänkande är emellertid ofta rent faustiska, helt enkelt därför att de är produkter av sin omgivning och har ingenting gemensamt med de fenomen de anses tolka. Jesus av Nasaret är alltså visserligen ”magisk” och Sokrates antik. Korståg, skolastik och katolsk aristotelisk filosofi är däremot produkter av det faustiska Västerlandet.

### Civilisationskritik
Spengler vänder sig i sin civilisationskritik mot penningens makt över det konkreta livet. Kampen för nationens själ måste, enligt honom, därför utkämpas mot ett "inre England", det vill säga finansintressena och den liberalt demokratiska Weimarrepubliken. I sitt sista verk skriver han att socialismen bara är de fattigas form av kapitalism, och redan i Västerlandets undergång kritiserar han den fria pressen.
Enligt Spengler är kampen för "det möjligas konst" genom "kosmiska enheter" som varken är "borgerliga" eller "plebejiska" ingenting annat än livets själva väsen. Detta högre förenande mål innebär plikt, gärning och försakelse. På samma gång är hans teorier en uppgörelse med upplysningens linjära tids- och rumsuppfattning. Den myt om den "faustiska" människan som Spengler förespråkar finner han inte bara i den germanska hjältediktningen utan i olika kulturer, epoker och länder – inte minst i den indiska religionens Mahabharata och hos de japanska samurajerna.

### Antinazism
Herbert Tingsten talar om Spenglers inflytande på nazismen i Begreppet "socialism" i nationalsocialismen, och skriver att skillnaderna är å ena sidan betydande mellan denne och nazismen och att vissa ledare skarpt kritiserat vissa av hans verk. Å andra sidan, skriver Tingsten, har Preussentum und Sozialismus varit "vägledande för många av det tredje rikets teoretiker".
Spengler röstade först på nazisterna, men tog sedan tillbaka sitt stöd och blev slutligen antinazist. I hans sista verk, Jahre der Entscheidung, var brytningen total och ledde till att han landsförvisades av nazisterna[källa behövs]. Trots sitt personliga ställningstagande mot nazismen har han fått rykte om sig att ha påverkat de tyska nazisternas tankevärld genom vissa av sina verk.

### Kritik av darwinismen
Spengler menade att Charles Darwins teori att människan är resultatet av en lång, gradvis utveckling från apor inte kunde vara riktig. I Människan och tekniken, publicerad 1931, redogör han för sina tankar om evolutionsteorin enligt följande:
"Om människans förfäder veta vi intet trots allt sökande och alla anatomiska jämförelser. De äldsta människoskelett man funnit visa, att människan alltid varit densamma. 'Neanderthalaren' kan man få se i varje folkförsamling. Det är alldeles omöjligt, att handen, den upprätta gången, huvudets hållning och allt annat skulle ha utvecklats så småningom och ur vartannat. Allt detta kommer på en gång och plötsligt."

### Svensk bibliografi
- Stadens själ (Kapitlet Die Seele der Stadt ur författarens bok: Västerlandets Undergång (Der Untergang des Abendlande)) (översättning Rolf Haglund, Rabalder, 1981, ISBN 91-85950-10-6)
- Västerlandets Undergång: konturer till en morfologi om världshistorien. Bd 1: Gestalt och Verklighet (Der Untergang des Abendlandes Vol.1) (översättning Martin Tegen, Atlantis, 1996, ISBN 9174862197)
- Västerlandets Undergång: konturer till en morfologi om världshistorien. Bd 2: Världshistoriska perspektiv (Der Untergang des Abendlandes Vol. 2) (översättning Martin Tegen, Atlantis, 1997, ISBN 9174863924)
- Preusseri och socialism (Preussentum und Sozialismus) (anonym översättning, Chelius, 1921). Ny uppl. Arktos, 2012, ISBN 978-1-907166-69-3)
- Människan och tekniken: bidrag till en livsfilosofi (Der Mensch und die Teknik) (översättning Kerstin Måås, Geber, 1931, Ny uppl. Arktos 2012, ISBN 978-1-907166-64-8)
- Avgörande år: Tyskland och den världshistoriska utvecklingen (Jahre der Entscheidung) (översättning N. G. Liliequist, Natur och kultur, 1934, Ny uppl. Arktos 2012, ISBN 978-1-907166-67-9)
- Nybyggnaden av det tyska riket (Neubau des deutschen Reiches) (översättning Lars Holger Holm, C.H.Becks förlag, 1924, Ny uppl. Arktos 2014, ISBN 978-1-910524-21-3)